# Mecha (genre)

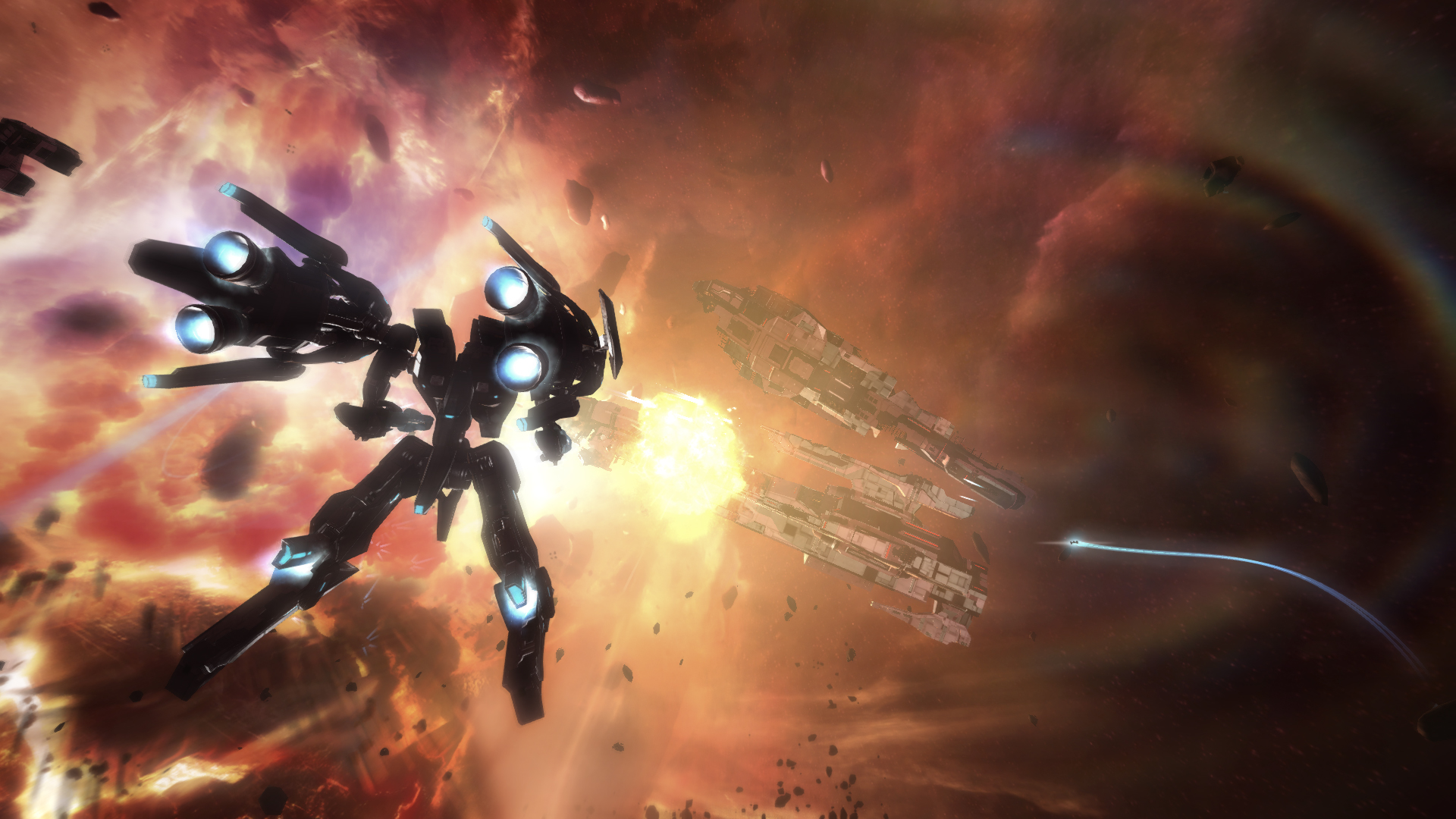
Exempel på mecha från datorspelet Strike Suit Zero.

Mecha (japanska: メカ?, meka) är en genre inom anime och manga, i vilken stora mekaniska robotar – ofta styrda av människor – syns i centrala roller. Ordet syftar även på de enskilda robotarna. 

## Beskrivning
Termen mecha härrör från engelskans "mechanical" och används i Japan med uttalet mecka för allt mekaniskt. I tecknade serier och animerad film spridd till västerlandet har termen huvudsakligen kommit att innebära stora robotliknande fordon, vilka fungerar som överdimensionerade stridsdräkter som kan styras med piloter/förare. Genren lämpar sig väl just för animerad form, eftersom actionscener med robotar är svåra och dyra att göra i icke-animerad form.
Genren delas upp i två undergenrer: super robot och real robot. I den förstnämnda har robotarna superkrafter och är nästintill oförstörbara. Ibland krävs det att ett visst antal mindre maskiner, robotar eller andra fordon förenas och på så vis bildar huvudroboten. Tidiga mecha-serier, som Mazinger Z, tillhörde samtliga denna genre.
I motsats till super robot innebär real robot att robotar porträtteras på ett mer realistiskt sätt. De betraktas som vanligt förekommande krigsmaskiner, på samma sätt som möjligen ett stridsflygplan eller en tank. De kan delvis förklaras med verklig fysik, drivs med konventionella energikällor, har vapen som nyttjar konventionell ammunition, tar skada och kräver regelbundet mekaniskt underhåll. Mobile Suit Gundam betraktas som den första real robot-serien, Armored Trooper Votoms är konceptet draget till sin spets.

## Exempel på mecha
- Neon Genesis Evangelion
- Mobile Suit Gundam och dess efterföljare.
- Macross
- Robotech
- Code Geass: Lelouch of the Rebellion
- Appleseed
- Martian Successor Nadesico
- Mazinger Z
- Full Metal Panic
- Armored Trooper Votoms
- Getter Robo
- Patlabor
- Yuusha
- Galilei Donna
- Darling in the Franxx